# 2027年世界水泳選手権
第23回世界水泳選手権大会（23rd World Aquatics Championships）は、2027年夏までブダペストで開催される予定の世界水泳選手権。ハンガリーは世界水泳連盟本部があり、2017・22年に続いて三度目の開催。大会後引き続き世界マスターズが続けて開催予定